# Eduardo Noriega (meksykański aktor)
Eduardo Noriega (ur. 25 września 1916 w Meksyku, stolicy Meksyku, zm. 14 sierpnia 2007 w Meksyku) – meksykański aktor filmowy, który wystąpił w ponad 100 filmach, głównie meksykańskich od początku lat 40. Jego najbardziej znana rola w języku angielskim to Don Francisco z San Jose w komedii przygodowej/westernie będącej parodią klasycznych filmów o Zorro Zorro, ostrze szpady (Zorro, The Gay Blade, 1981) z tytułową podwójną rolą George’a Hamiltona. Pojawił się także na małym ekranie w biblijnym filmie telewizyjnym ABC Samson i Dalila (Samson and Delilah, 1984) u boku Antony’ego Hamiltona i Maxa von Sydow oraz w telenowelach: Moja umiłowana Isabel (Mi querida Isabel, 1997) z Eduardo Verástegui, Gabrielem Soto, Jorge Salinas i Julio Mannino, W niewoli uczuć (Abrázame muy fuerte, 2000, 2001) z Eduardo Cuervo, Aracely Arámbulą, Victorią Ruffo, Arnaldo André, Osvaldo Ríosem i Fernando Colungą, Miłość i nienawiść (Entre el amor y el odio, 2002) z Susaną González, Víctorem Noriegą i Jacqueline Bracamontes, Kobieta, występ w realnym życiu (Mujer, casos de la vida real, 2002, 2004) z Julio Camejo i Julio Mannino oraz Żony z pierwszego tłoczenia (La Esposa Virgen, 2005) z Jorge Salinasem i Macocha (La Madrastra, 2005).

## Filmografia

### filmy kinowe/wideo
- 1989: Nie rób paniki (Don't Panic) jako Fred
- 1989: Pięści zemsty (Fist Fighter) jako Gracz #1
- 1987: Gaby (Gaby: A True Story) jako Biurokrata
- 1981: Ryzykowna gra (High Risk) jako Generał
- 1981: Zorro, ostrze szpady (Zorro, The Gay Blade) jako Don Francisco z San Jose
- 1957: Así era Pancho Villa
- 1955: The Magnificent Matador jako Miguel
- 1955: Ucieczka w kosmos Farscape (The Far Horizons) jako Cameahwait
- 1955: Siedem złotych miast (Seven Cities of Gold) jako Sierżant
- 1947: Tycoon jako Hernández, główny kelner

### telenowele
- 2005: Macocha (La Madrastra)
- 2005: Żony z pierwszego tłoczenia (La Esposa Virgen) jako Notario
- 2004: Zaklęte serce (Mariana de la noche) jako Señor Noriega
- 2004: Kobieta, występ w realnym życiu (Mujer, casos de la vida real) jako Jose Osorio
- 2003: Zaklęte serce (Mariana de la noche) jako Señor Noriega
- 2002: Kobieta, występ w realnym życiu (Mujer, casos de la vida real) jako Jose Osorio
- 2002: Miłość i nienawiść (Entre el amor y el odio) jako Moisés
- 2001: W niewoli uczuć (Abrázame muy fuerte) jako Pancho
- 2000: W niewoli uczuć (Abrázame muy fuerte) jako Francisco 'Pancho' Montes
- 1997: Moja umiłowana Isabel (Mi querida Isabel) jako Erasto
- 1994: Więzienna miłość (Prisionera de amor) jako Braulio #2
- 1991: Żar tropików (Sweating Bullets)
- 1981: My, kobiety, musimy walczyć o nasze prawa (Nosotras las mujeres) jako Agustín